# 達勒姆 (堪薩斯州)
達勒姆（英語：Durham）是一個位於美國堪薩斯州馬里昂縣的城市。

## 地方資料
根據2020年美國人口普查的數據，達勒姆的面積為0.45平方千米，當中陸地面積為0.45平方千米，而水域面積為0.00平方千米。當地共有人口89人，而人口密度為每平方千米197.78人。